# 印度皇冠勳章
印度皇冠勳章（英語：Order of the Crown of India）是英国荣誉制度中的一枚勋章。

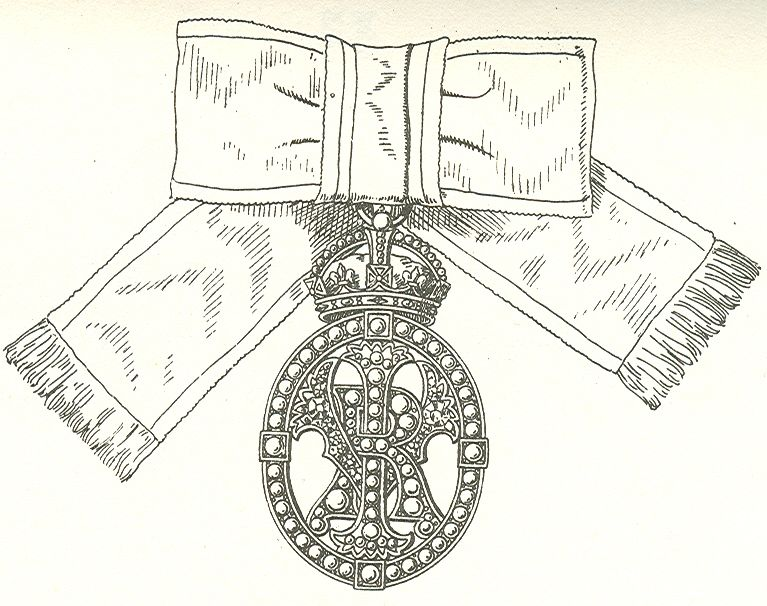
印度帝國勳章

1878年维多利亚女王登基为印度女皇之后设立印度皇冠勳章，这枚勋章仅授予妇女。1947年印度独立后这枚勋章不再被授予。这枚勋章仅被授予英国公主、印度贵族的妻子和女性亲属以及以下这些官员的妻子或女性亲属：
- 印度总督
- 金奈总督
- 孟买总督
- 孟加拉总督
- 印度事务大臣
- 印度三军统帅

佩戴这枚勋章的人可以在其名字后加上作为标志，除此之外她们没有任何特别的标志或者义务。除此之外她们可以佩戴這枚勋章。勋章里有用钻石、珍珠和宝石镶嵌成的维多利亚女王的拉丁文縮寫。字母由珍珠围绕，上方有皇冠。勋章的丝带是浅蓝色的，边缘是白色的，佩戴在左肩。1947年6月乔治六世授予伊丽莎白二世（当时伊丽莎白公主）和她的妹妹瑪嘉烈公主印度皇冠勳章。伊丽莎白二世是最后一名获得印度皇冠勳章的人。